# Rudolf Raasch
Rudolf Raasch (* 18. Oktober 1925 in Kolberg, Pommern; † 5. Mai 2008 in Tauberbischofsheim, Württemberg) war ein deutscher Pädagoge und Geschichtsdidaktiker.

## Leben
Nach der Volksschule besuchte Raasch die Lehrerbildungsanstalten in Treptow an der Rega und Gartz (Oder). Als der Zweite Weltkrieg schon zu Ende ging, wurde er Berufsoffizier. In der 24. Panzer-Division (Wehrmacht) kämpfte er als Fahnenjunker und Leutnant gegen die Rote Armee und die United States Army. Er erhielt das Panzerkampfabzeichen und das Verwundetenabzeichen. Nach kurzer amerikanischer Kriegsgefangenschaft fand er seine aus Pommern vertriebene Familie in Bitterfeld wieder. Er nahm in Halle (Saale) an einem einjährigen Ausbildungslehrgang für Neulehrer teil und unterrichtete ein Jahr an Schulen in Sachsen-Anhalt. Danach gelang es ihm, zum Studium der Pädagogik, Psychologie und Geschichte an der Humboldt-Universität zu Berlin zugelassen zu werden. Nach dem Staatsexamen wurde er 1953 wissenschaftlicher Assistent am Lehrstuhl für Didaktik und Methodik des Geschichtsunterrichts der neuen Pädagogischen Fakultät der HU.

### Ost-Berlin
Mit einer Doktorarbeit bei Walter Strauss und Werner Hartke wurde er 1956 „mit Auszeichnung“ zum Dr. päd. promoviert. Das Staatssekretariat für Hochschulwesen der DDR wünschte, dass er die Leitung der Abteilung Geschichtsmethodik an der Universität Rostock  übernahm. Dazu kam es nicht; denn der Volk und Wissen Verlag forderte seine Dissertation zur Publikation an. Kurt Hager (SED) erhob indes Einspruch, weil er die Arbeit für „klassenfeindlich“ hielt. Als die ausgeschickte Volkspolizei Raasch in Rangsdorf verfehlte, unterrichtete seine Frau ihn telefonisch in der Fakultät. So flüchtete er am 2. April 1957 nach West-Berlin. Hager forderte daraufhin, die Bewertung des Promotion von „Mit Auszeichnung“ auf „Ungenügend“ herabzusetzen. Unter der Leitung ihres Dekans Heinrich Deiters lehnte die Fakultät dieses Ansinnen ab. Die von Hager verlangte Zweitbeurteilung der Dissertation unterblieb ebenfalls.

### Frankfurt am Main
In Westdeutschland wurde Raasch 1957 von Georg Eckert aufgefangen. 1958 ging er als wissenschaftlicher Mitarbeiter an das Deutsche Institut für Internationale Pädagogische Forschung. Am DIPF blieb er 32 Jahre. Erwin Stein, Walter Schultze (1903–1984) und Wolfgang Mitter (1927–2014) sicherten Raaschs Forschungsfreiheit. Im Sommer 1958 machte er eine Studienreise in die Schweiz. Raasch war in den 1960er Jahren zeitweilig Mitglied der Institutsleitung. Seine Vorstellung von Pädagogik stützte sich vor allem auf Anthropologie und Psychologie in der Sinnsuche des Menschen. Darin traf er sich mit Philipp Lersch. Dem Deutschen Idealismus eng verbunden, warb Raasch für eine Erziehung zu Patriotismus und Nationalbewusstsein. So befasste sich seine erste empirische Studie nach der Flucht mit diesem Thema. Rund 6.000 Schüler höherer Schulen in Hessen und Niedersachsen wurden in die Untersuchung einbezogen. Im Vorwort des 1964 bei Luchterhand veröffentlichten Buches Zeitgeschichte und Nationalbewußtsein heißt es:

„Unsere Untersuchungsergebnisse sind aufregend. Sie machen die moralisch angelegte ,Bewältigung der Vergangenheit‘ ebenso fragwürdig wie eine einseitige weltbürgerliche Erziehung. Es ist, als orientiere sich die westdeutsche Erziehung im Hinblick auf eine ,Welt von morgen‘ ohne den historischen Zusammenhang hinreichend zu wahren … Was auch in den meisten Schülern der Bundesrepublik lebt, ist die Liebe zu ihrem nationalen Gruppenverband, der Wunsch, stolz auf seine geschichtlichen Leistungen sein zu können. Diese Liebe scheint jedoch bei uns nicht gesellschaftsfähig zu sein. Hier liegt das Problem.“

Die Untersuchungsergebnisse führten zu einer öffentlichen Diskussion über Vergangenheitsbewältigung und Nation. Die großen Parteien begrüßten das Buch. Carlo Schmid und Eugen Gerstenmaier lobten es. Frankfurter Allgemeine Zeitung, Frankfurter Rundschau, Die Welt, Welt am Sonntag, Der Spiegel, Kristall, Deutsche Universitätszeitung und die meisten Hörfunksender brachten Rezensionen. Entschiedener Widerstand formierte sich um das Institut für Sozialforschung. Theodor W. Adorno und Friedrich Minssen befürchteten eine „Renationalisierung“ und initiierten Gegenstudien. Der Westdeutsche Rundfunk brachte eine (anonyme) Kampfansage.
Die Evangelische Kirche in Hessen und Nassau beauftragte Raasch Anfang der 1970er Jahre mit einer Untersuchung zum Religionsunterricht. Mit rund 30.000 Schülern allgemein- und berufsbildender Schulen wurde sie die größte empirische Studie zu einem Unterrichtsfach. In seinen letzten Berufsjahren widmete Raasch sich der Jugendbewegung und der Deutschen Frage. Das in den meisten Schulgeschichtsbüchern gezeichnete Bild der Weimarer Republik konnte nach seiner Ansicht geschichtswissenschaftlich nicht bestehen. Er verlebte seinen 23-jährigen Ruhestand in Stadtprozelten und starb mit 82 Jahren im Kreiskrankenhaus Tauberbischofsheim.

## Werke
- mit Walter Schultze und Heinrich A. Müller: Englands Schulen heute. Eine Darstellung des öffentlichen allgemeinbildenden Schulwesens. Frankfurt am Main 1960.
- Zeitgeschichte und Nationalbewußtsein. Forschungsergebnisse zu Fragen der politischen und der allgemeinen Erziehung. Luchterhand, Berlin 1964.[5]
- Schulphilosophie und Weltanschauung. Ein empirischer Beitrag zu Fragen der philosophischen und allgemeinen Bildung. Beltz, Weinheim 1968.
- mit Wolfgang Hilligen: Pädagogische Forschung und pädagogischer Fortschritt. Walter Schultze zum 65. Geburtstag. Bertelsmann 1970.
- Religionspädagogisches Projekt Untersuchungskonzeption. Frankfurt am Main 1973.
- Religionspädagogisches Projekt Auswertungsverfahren Darstellung am Beispiel der Klasse 7; Hauptschule, Realschule, Gymnasium. Frankfurt am Main 1973.
- Jugend zur Sache mit Gott. Eine Statistik über Einstellungen. Frankfurt am Main 1975.
- Die Republik von Weimar in Schulgeschichtsbüchern. Frankfurt am Main 1988.
- Deutsche Jugendbewegung 1900-1933 und westdeutsche Schuljugend um 1980. Ein kulturpädagogischer Bericht. Frankfurt am Main 1984, Köln 1991.